# Islas Evout
Las islas Evout, también llamadas islotes Evout, son un conjunto que comprende una pequeña isla y algunos islotes que la rodean; todos ellos pertenecen a Chile y se sitúan en la parte sudoriental del archipiélago de Tierra del Fuego, en el extremo austral de América del Sur. 

## Características geográficas

Las islas Evout, al noreste del archipiélago de las islas Wollaston.

Las islas Evout son un territorio insular situado en el sector sudeste del archipiélago de Tierra del Fuego. Administrativamente, forma parte de la provincia Antártica Chilena, en la Región de Magallanes y de la Antártica Chilena, Se ubica dentro del parque nacional Cabo de Hornos y de la «Reserva de Biosfera Cabo de Hornos». Forman parte, junto con otros grupos insulares, del tramo de islas orientadas hacia el Atlántico en el trecho en bordure entre el sector sudeste de la isla Grande de Tierra del Fuego y la isla Hornos. Poseen un clima oceánico subpolar, frío y húmedo todo el año, con fuertes vientos, generalmente del cuadrante oeste. Presentan costas escarpadas, golpeadas por las olas del mar de la Zona Austral. 

### Situación geográfica
Al noroeste se encuentran las pequeñas islas Terhalten y Sesambre, más allá la notablemente mayor isla Lennox. Hacia el oeste se encuentra la bahía Nassau; al sudoeste el archipiélago de las islas Wollaston; al sur las islas Barnevelt; finalmente hacia el este se sitúan las aguas abiertas del océano Atlántico sur.

### Asignación oceánica
La ubicación oceánica de las islas Evout fue objeto de debate. Según la Argentina son islas atlánticas al estar al este de la longitud fijada por el cabo de Hornos. En cambio, según la tesis denominada Delimitación natural entre los océanos Pacífico y Atlántico Sur por el arco de las Antillas Australes, se incluyen en el océano Pacífico Sur; esta teoría, es la postulada como oficial por Chile, el país poseedor de su soberanía. La opinión de la OHI parece concordar con la argumentación argentina.

## Historia
La soberanía de las islas Evout fue reclamada por la Argentina como parte de la disputa limítrofe denominada Conflicto del Beagle, hasta la resolución del diferendo en 1984 con la firma del Tratado de Paz y Amistad entre la Argentina y Chile, donde estas islas quedaron definitivamente dentro del área reconocida como de soberanía chilena.